# بوب باري سينيور
بوب باري سينيور (بالإنجليزية: Bob Barry, Sr.)‏ هو صحفي رياضي أمريكي، ولد في 28 فبراير 1931 في أوكلاهوما في الولايات المتحدة، وتوفي في 30 أكتوبر 2011 في نورمان في الولايات المتحدة.